# Rio Macaco Branco
 (juillet 2014).
Si vous disposez d'ouvrages ou d'articles de référence ou si vous connaissez des sites web de qualité traitant du thème abordé ici, merci de compléter l'article en donnant les références utiles à sa vérifiabilité et en les liant à la section « Notes et références ».
 (juillet 2014).
Le rio Macaco Branco est une rivière brésilienne de l'ouest de l'État de Santa Catarina, et fait partie du bassin hydrographique de l'Uruguay.

## Géographie
Il naît sur le territoire de la municipalité de Descanso. Après un parcours de 62 km du nord au sud à travers les municipalités de Santa Helena et Tunápolis, il se jette dans le río Uruguay, non loin de la ville d'Itapiranga.
Rivière très sinueuse, le rio Macaco Branco reçoit de nombreux déchets d'élevages porcins, notamment près de Tunápolis et Itapiranga, ce qui limite son utilisation pour les loisirs.